# Mitocu Dragomirnei
Mitocu Dragomirnei è un comune della Romania di 4 452 abitanti, ubicato nel distretto di Suceava, nella regione storica della Bucovina.
Il comune è formato dall'unione di 4 villaggi: Dragomirna, Lipoveni, Mitocași (Moldavia), Mitocu Dragomirnei.
Il comune è noto per il Monastero di Dragomirna, ubicato nel villaggio omonimo, il più alto edificio monastico della Bucovina con i suoi 42 metri, fatto costruire dal metropolita Anastasie Crimca nel 1609.
Mitocu Dragomirnei ha dato i natali al filologo e bizantinologo Vasile Grecu (1885-1972).